# Daniel Zamir

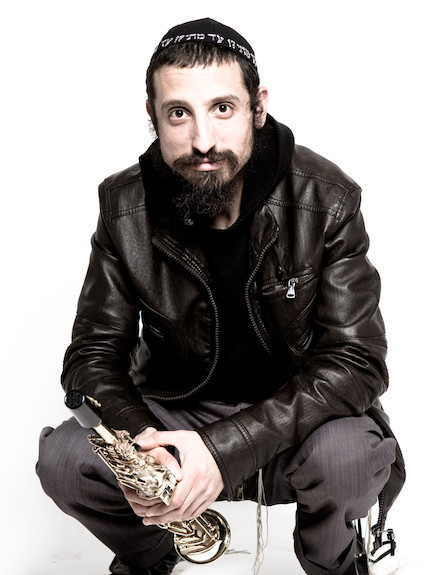
Daniel Zamir

Daniel Zamir (hebräisch: דניאל זמיר; geb. 1980 in Petach Tikwa) ist ein israelischer Jazzmusiker und Saxophonist.

## Leben und Karriere
Ursprünglich aus einer säkularen Familie im Raum Tel Aviv stammend, widmete er sich ab seinem elften Lebensjahr dem Studium des Saxophons und schloss als Jugendlicher das Thelma Yellin-Kunstgymnasium ab. Im Anschluss daran siedelte er in die Vereinigten Staaten nach New York City über, wo er sich für die Musiktraditionen des Chassidismus und der Karibik zu interessieren begann. Seine universitären Studien schloss er im Jahr 2002 an der The New School ab.
Danach arbeitete er in New York City zusammen mit dem Komponisten John Zorn innerhalb dessen Musik-Label Tzadik, wo er insgesamt drei Musikalben aufnahm. Ab dem Jahr 2006 trat er vermehrt in Israel auf, wo er weitere Alben aufnahm und bis heute hauptsächlich tätig ist, jedoch weiterhin auch an Alben für das Musik-Label Tzadik arbeitet.

## Diskografie

### Alben
- 2000: Satlah
- 2002: Children of Israel
- 2003: Exodus
- 2004: Zamir Sings (pop!)
- 2006: Amen
- 2008: I Believe
- 2009: Echad
- 2010: Gaagua Lekan
- 2012: Song For Comfort
- 2015: Alive
- 2015: Forth and Back
- 2015: Redemption Songs
- 2015: Esa Einai
- 2019: אליי
- 2024: חדש

### EPs
- 2022: שירי משוררות (mit Noam Arnold-Shapira)

### Singles (Auswahl)
- 2006: Hamesh Esra
- 2010: שיר געגוע לכאן
- 2012: יעלה (mit Matisyahu & Berry Sakharof)
- 2015: ניגון שלוש תנועות (mit צמאה)
- 2020: וידוי (mit Benaia Barabi)